# De Dion-axel
En De Dion-axel (eller mera riktigt - De Dion-hjulupphängning) är en typ av hjulupphängning för bilar, bakvagnen närmare bestämt. Det är en sofistikerad typ av icke-individuell hjulupphängning och en betydande förbättring jämfört med en stel hjulaxel eller pendelaxel. De Dion-axeln har kardanknutar i båda ändarna av hjulaxlarna, både vid hjulnaven och vid differentialväxeln och använder ett odelat rör för att hålla hjulen parallella. Till skillnad från en krängningshämmare är De Dion-röret inte fäst direkt i chassit och är inte avsett att fjädra. Fjädringsgeometrin påminner om den typ av stel hjulaxel som finns på Volvo 440 och Alfa Romeo Alfasud, men saknar möjlighet till torsionsvridning.
Till De Dion-axelns fördelar hör:
1. Den ofjädrade vikten reduceras jämfört med en stel bakaxel, eftersom differentialväxeln är fäst vid chassit.
2. Till skillnad från en individuell hjulupphängning uppstår inga förändringar av cambervinklarna när fjädringen avlastas. Eftersom cambervinkeln på båda hjulen är fixerade vid noll grader, bibehålls det goda grepp som breda däck ger. Samtidigt reduceras tendenserna till studsande hjul som uppstår när motorstarka bilar ska ha ner kraften i vägen.

Men där finns även nackdelar:
1. I kombination med skruvfjädrar måste De Dion-röret fixeras i sidled med ett tvärstag (vanligen ett panhardstag eller en wattlänk) plus ytterligare momentstag på vardera sidan (femlänksfjädring) eller en kombination av undre bakåtriktade länkarmar och övre triangellänkar. Inga av dessa extra stag och länkar behövs i kombination med bladfjädrar.
2. Förändringar av cambervinkeln på motstående hjul, när ett hjul fjädrar. Detta utgör inga problem på bra vägar, men kan bli kritiskt på sämre vägar eller vid terrängkörning.
3. Jämfört med helt individuella hjulupphängningar är möjligheterna att finjustera fordonets dynamiska uppträdande något begränsade.

De Dion-hjulupphängningar uppfattas som exotiska och används sällan. Daimler AG:s stadsbil Smart Fortwo, Mitsubishis motsvarande Mitsubishi i och Caterham Seven är de enda bilar som använder denna hjulupphängning idag, liksom vissa kit-car-tillverkare. Under 2000-talet använde Toyota konstruktionen i den fyrhjulsdrivna varianten av Urban Cruiser. Äldre bilar som använt De Dion-axel inkluderar första generationens Mazda Cosmo, Alfa Romeo Alfetta, Alfa Romeo 75, Lancia Aurelia (från och med fjärde serien), Lancia Flaminia, Volvo 300-serien och Rover P6. Några av de största Opel-modellerna, såsom Diplomat B från 1969 liksom den schweiziska sportbilstillverkaren Monteverdi använde också den här typen av hjulupphängning.
Ett nutida fordon som använt denna hjulupphängning med ett aluminiumrör och bladfjädrar var elbilen Ford Ranger EV. Tidiga vagnar hade bladfjädrar av kolfiber, vilket krävde fixering i sidled med ett tvärstag i form av en wattlänk. Senare vagnar hade stålfjädrar som var tillräckligt styva för att kunna ta upp sidkrafter utan tvärstag. Istället för en vanlig differentialväxel satt ett integrerat drivpaket monterat vid chassit, bestående av en växelströmsmotor, en reduktionsväxel och en differential.

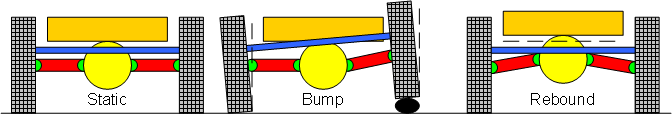
De Dion-hjulupphängningens fjädringskaraktäristik: förändringar av cambervinklarna på båda hjulen när ett hjul fjädrar, men inte när fjädringen avlastas.